# Campeonato Capixaba de Futebol Feminino de 2017
O Campeonato Capixaba Feminino de 2017 foi a oitava edição do campeonato de futebol feminino do Estado do Espírito Santo. A competição é organizada pela Federação de Futebol do Estado do Espírito Santo (FES). Com início em 16 de abril e término em 1º de julho.
O Vila Nova-ES torna-se tricampeão capixaba e conquista o quarto título da história do clube, isolando-se como o clube com maior número de títulos da competição, ultrapassando o rival Comercial que pela primeira vez não participou do estadual.

## Regulamento
Na Primeira Fase as equipes jogam entre si em turno único. As quatro melhores se classificam às Semifinais, disputadas em partidas de ida e volta (1º x 4º e 2º x 3º). Os vencedores decidem o título também disputadas em partidas de ida e volta. O time campeão disputaria com o campeão da Copa Espírito Santo Feminino de 2017 a Copa dos Campeões do Espírito Santo para definir o participante na fase preliminar da Série A2 do Campeonato Brasileiro Feminino de 2018, porém a Copa Espírito Santo não foi disputada e o campeão capixaba conquista a vaga.

### Critérios de desempate
Os critérios de desempate serão aplicados na seguinte ordem para cada fase:
Primeira Fase
1. Maior número de vitórias
2. Maior saldo de gols
3. Maior número de gols pró (marcados)
4. Confronto direto
5. Menor número de cartões vermelhos
6. Menor número de cartões amarelos
7. Sorteio

Semifinais e Finais
1. Maior saldo de gols nos dois jogos
2. Melhor classificação na Primeira Fase

## Participantes
| Clube         | Cidade        | Temporada 2016 | Títulos (último) |
| ------------- | ------------- | -------------- | ---------------- |
| Boa Esperança | Boa Esperança | Não disputou   | 0 (não possui)   |
| Galácticas    | Cariacica     | Não disputou   | 0 (não possui)   |
| João Neiva    | João Neiva    | Não disputou   | 0 (não possui)   |
| Prosperidade  | Vargem Alta   | Não disputou   | 0 (não possui)   |
| Vila Nova-ES  | Vila Velha    | Campeão        | 3 (2016)         |
| Vilavelhense  | Vila Velha    | Não disputou   | 0 (não possui)   |

## Primeira Fase
| Pos | Times           | Pts | J | V | E | D | GP | GC | SG  | %    | M       | Classificação              |
| --- | --------------- | --- | - | - | - | - | -- | -- | --- | ---- | ------- | -------------------------- |
| 1   | Vila Nova-ES    | 15  | 5 | 5 | 0 | 0 | 34 | 2  | 32  | 100  | Estável | Classificado às Semifinais |
| 2   | Prosperidade    | 12  | 5 | 4 | 0 | 1 | 22 | 11 | 11  | 80,0 | Estável | Classificado às Semifinais |
| 3   | Boa Esperança]] | 9   | 5 | 3 | 0 | 2 | 14 | 14 | 0   | 60,0 | 1       | Classificado às Semifinais |
| 4   | João Neiva      | 6   | 5 | 2 | 0 | 3 | 13 | 24 | -11 | 40,0 | 1       | Classificado às Semifinais |
| 5   | Vilavelhense    | 3   | 5 | 1 | 0 | 4 | 7  | 22 | -15 | 20,0 | Estável |                            |
| 6   | Galácticas      | 0   | 5 | 0 | 0 | 5 | 4  | 21 | -17 | 0,0  | Estável |                            |

### Resultados
(X) Turno único;
     Vitória do mandante;
     Vitória do visitante;
     Empate.
Nota:
- Os jogos com o São Pedro foram cancelados e não estão sendo considerados na classificação do campeonato. A equipe desistiu da competição após a divulgação da tabela.[5]

## Semifinais
Jogos de ida
| Sábado, 10 de junho | João Neiva | 0 – 10    | Vila Nova-ES                                       | Estádio Artêmio Sarcinelli, João Neiva |
| 15:00               |            | Relatório | , Thais · Tuanny · Luana · Poliane · Suênia · Edna |                                        |

| Domingo, 11 de junho | Boa Esperança                | 4 – 2     | Prosperidade   | Estádio Municipal Jaime Barros, Boa Esperança |
| 15:00                | Taiane , · Raniely · Sabrine | Relatório | Daniela · Kely |                                               |

Jogos de volta
| Sábado, 17 de junho | Vila Nova-ES | –                 | João Neiva | Campo do Aliança, Viana |
| 15:00               |              | Jogo cancelado[a] |            |                         |

- a. ^  Após derrota por 10 a 0 na partida de ida, o João Neiva decidiu não viajar à Grande Vitória para a disputa do jogo da volta.[6]

| Sábado, 17 de junho | Prosperidade                           | 5 – 1     | Boa Esperança | Estádio José Milaneze, Vargem Alta |
| 15:00               | Renatinha , · Andreia · Larissa · Naná | Relatório | Gol marcado   |                                    |

## Finais
Jogo de ida
| Sábado, 24 de junho | Prosperidade | 1 – 2     | Vila Nova-ES  | Estádio José Milaneze, Vargem Alta |
| 15:00               | Paloma       | Relatório | Luana · Thais |                                    |

Jogo de volta
| Sábado, 1º de julho | Vila Nova-ES                | 2 – 0     | Prosperidade | Estádio Kleber Andrade, Cariacica |
| 15:00               | Gabi Ferreira · Edna Scopel | Relatório |              |                                   |

## Premiação
| Campeonato Capixaba Feminino de 2017 |
| Vila Velha                           |
| ------------------------------------ |
| Vila Nova-ES Tricampeão (4º título)  |